# データ放送
データ放送（データほうそう）とは、テレビ放送において主となる番組から独立して、ニュース、天気予報、番組案内などを放送し、また、番組によってはその内容を補完または関連する情報を提供するもの。

## 概要
データ放送は1970年代から開発が始まった文字多重放送の技術から進化したものである。テレビ放送はアナログ放送から始まったが、データ放送の技術方式はアナログ放送方式の枠組みの中でデジタル技術の骨組みを少しずつ形成して成長したといわれている。
データ放送には明確な定義がないが、通常の放送以外のあらゆる形態の放送サービスを含むものと考えられ、実用化されたものもあれば実験の段階にとどまったものもあり、アナログ放送からデジタル放送への移行時に実用化されたものもある。
- 文字多重放送（ニュース・天気予報・各種情報の提供）[1]
- 電子番組案内（EPG）[1]

なお、データ放送の開発段階ではコンピュータにソフトウェアのデータを放送することも考えられ、実際に受信機ソフトウェアの更新に実用化されたが、受信機・メーカーごとに異なる信号を送るもので公開もされていないため「放送」の範疇に入れることは妥当でないとみられている。

## 欧米におけるデータ放送

### イギリス
イギリスでは1970年頃から英国放送協会（BBC）、1973年頃からIBAが文字多重放送の技術開発を進めていたが、1974年9月にロンドンで開催されたIBCで文字多重方式のシステムを統一化して定時実験放送を行うことになった。統一システムはTeletextという名称で、BBCとIBAはそれぞれのサービス名で放送を行った。この技術はテレビ信号の垂直帰線消去期間（VBI）を利用してデジタルデータを2値NRZ信号形式で載せて文字放送を実現するものであった。
BBCが開発したTeletext方式は一つの走査線を利用して画面上の1行分の文字符号を送る固定フォーマット方式（情報の表示位置が情報の伝送位置に固定される方式）であった。この方式は1986年5月のCCIRでの国際標準化でB方式（Britishの頭文字）として国際勧告方式の一つとなった。

### フランス
フランスでは1973年頃から文字情報の符号化方式Antiopeとデータの放送方式Didonを組み合わせた文字多重放送の開発が始まった。フランスの技術もイギリスと同じくテレビ信号の垂直帰線消去期間（VBI）を利用して文字放送を実現するものであった。
フランスCCETTが開発したAntiope方式は情報の表示位置と情報の伝送位置を関連づけない可変フォーマット方式であった。この方式は1986年5月のCCIRでの国際標準化でA方式（Antiopeの頭文字）として国際勧告方式の一つとなった。

### カナダ
1970年代後半にはカナダ通信省研究所も技術開発を行っていたが、その方式も可変フォーマット方式であった。この方式は1986年5月のCCIRでの国際標準化でC方式（Canadaの頭文字）として国際勧告方式の一つとなった。

## 日本におけるデータ放送
日本のデジタル放送において、携帯端末向け以外のデータ放送にはARIBによりデータ放送向け記述言語としてBMLが規定されている。

### データ放送の種類

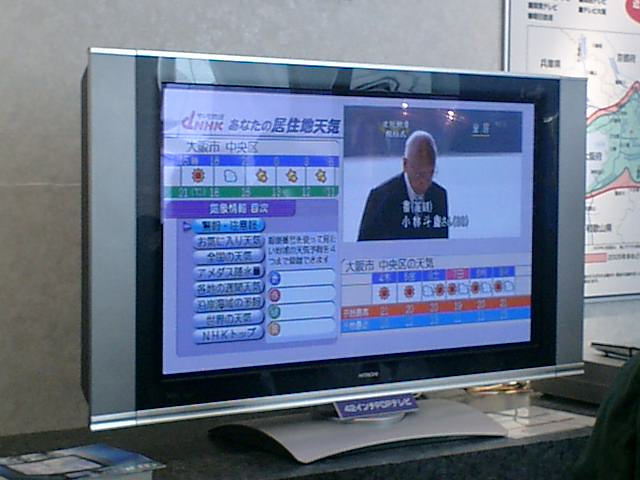
デジタルテレビにおけるデータ放送実施例

#### 他の放送との関連による分類
データ番組が同時に放送されるテレビやラジオ番組とどのように関わっているかで以下のように分類できる。
独立データ放送
データ放送サービスのみで完結するものをいう。Gガイドなどが該当。

番組連動データ放送
放送されている番組と連動してデータ放送を行うものを言う。番組表で四角い枠または角カッコで囲われた「デ」と表記されているのはこれのこと。

- 例:テレビやラジオでクイズ番組を放送し、データではそれと連動したクイズを出題する。

ちなみにテレビの画面上ではNHK、TBSテレビ系列では「dデータ」。日本テレビ系列、フジテレビ系列、テレビ朝日系列、テレビ東京系列では「dデータ放送」として表示している（テレビ朝日系列ではかつてはアナログ放送でも表示されていたが、アナログ放送では番組連動データ放送・補完データ放送はもとから行われていなかった）。
字幕放送とは異なり、番組連動データ放送のある番組でも、遅れネットではほとんど対応できない（過去にNHK総合テレビの「世界ふれあい街歩き」を北海道ローカルで地域番組差し替えに伴う別時刻での時差放送の際に番組連動データ放送を実施した事例がある。また『プリキュアシリーズ』『仮面ライダーシリーズ』『戦隊シリーズ』では朝日放送での高校野球中継による遅れネット時にも連動データ放送を実施している（『おしゃべりクッキング』はその他地方大会による遅れネット局でも実施する局あり）。逆に、同時ネットであっても、プレゼント企画などのコンテンツ内容の都合により一部の局で連動データ放送を実施しない例がある）。
BS4K/BS8K放送ではデータ放送の画像・文字の解像度が向上している。ただし、NHKにおいてはBS4K/8Kデータ放送で映像を視聴できる機能がかつて搭載されていたが、2024年12月30日に廃止された。
補完データ放送（番組情報）
その番組の放送中ではない時間にも、番組関連の情報をデータ放送で行うものをいう。

- 例:テレビチャンネルやラジオチャンネルで供給される天気予報やニュースのデータ。おすすめ番組の紹介。
- 地震が発生した場合には震源地と規模、津波に関する情報（NHK（最大震度3以上）のみ）。
- ただし番組連動データ放送と補完データ放送を同一視する見方もある。

#### 媒体による分類
通信衛星（CS）や、放送衛星（BS）によるデータ放送は特に衛星データ放送と呼ばれ区別される。地上波と比較し大容量のデータを全国一斉に配信できる利点がある。
CSデータ放送
スカパー!で行われたパソコン向けサービス、ディレクTVで行われた受像機向けサービスの他、110度CS放送（スカパー!e2）でも受像機向けのデータ放送が行われている。
BSデータ放送
狭義にはアナログ波による衛星放送のサービスの一部として実施されたデータ放送を指す。衛星デジタル音楽放送とWOWOWがそれぞれ実施したが、いずれも2000年に放送を終えた。広義にはBSデジタルデータ放送を含む。
BSデジタルデータ放送
各テレビ放送、ラジオ放送チャンネルで補完放送としてデータ放送が行われているほか、独立データ放送のチャンネルも存在する。
ワンセグデータ放送
地上デジタルにおいてワンセグ対応デバイスの一部機能のみがガラケー向けのUI比率で一部項目を表示させることができるが、双方向通信が想定されていないデータ放送。フォントに画質制限がない点が特徴である。ただし、2025年3月30日にNHKがワンセグデータ放送を打ち切る表示を付けたままの状態になった。その他の民放では以下の対応となっている。
- MBS、テレビ東京、フジテレビ：会社ロゴのみが表示されたままの状態に変更され、事実上サービス終了。
- 関西テレビ：2025年4月30日にサービス終了予定。
- サンテレビ：そもそもワンセグ放送を実施していない。

### データ放送の歴史

#### 1980年代中盤 文字多重放送開始
日本におけるデータ放送の起源は1985年に開始されたテレビジョン文字多重放送に見ることができる。
1980年代に日本も可変フォーマット方式の文字多重放送のコード伝送方式を開発。この方式は1986年5月のCCIRでの国際標準化でD方式（標準化を行った電波技術審議会の頭文字）として国際勧告方式の一つとなった。
文字多重放送ではコード化された文字や図形、電子音で構成されたデータをテレビ電波に重畳させ、受信機でデータを処理し元の画面と音に戻す。法律上において文字多重放送とデータ放送は区別されるが、デジタルデータの放送という点では共通している。
この時期は文字多重放送の他、衛星放送や多サービスを目的とした都市型ケーブルテレビ、キャプテンシステムなどのニューメディアが注目されており、データ放送もそれらの1つとして構想された。

#### 1990年代 データ放送開始
1989年、NHK衛星第2テレビジョン（BS2）で、毎週日曜深夜（月曜未明）の基本午前1時から5時までに「技術実験時間」と称し、一般向けの営業放送を休止したうえで、ハイビジョン、ファクシミリ放送などとともに、次世代放送サービスのテスト放送が行われた。
法律上のデータ放送は1995年にBSアナログ放送にて開始されたスーパーファミコンアワーが初となる。スーパーファミコンに専用機器サテラビューを接続し受信端末とするもので、身近かつ安価なコンピュータとして普及したゲーム機を活用した新メディアとして注目を集めた。
翌1996年には地上アナログテレビ電波を利用したデータ放送として、専用端末へ文字ニュースを配信するE-NEWS、テレビ番組との連動と双方向通信を特徴としたITビジョンが開始される。
1997年には同じく地上アナログテレビ電波を利用し、パソコンを対象としたADAMS、ビットキャストがそれぞれ開始された。いずれも通信回線に頼らないデータ配信、テレビ番組とインターネットとの連携を特徴とした。
1998年には衛星デジタル多チャンネル放送スカイパーフェクTV!にてパソコン向けにプログラムを配信するスカイパーフェクPC!が開始された。競合企業のディレクTVはITビジョンと同種のサービスとなるインタラクTVを開始する。全てのディレクTV受信機にはあらかじめこの機能が備わっており、簡単に利用できる付加サービスであることを訴求してスカイパーフェクPC!との差別化を図った。
1990年代中盤から後半にかけては多種多様な受信端末、媒体にてデータ放送が実施された。これらのほとんどは無料で放送されたが、サービスごとに別々の受信機が必要となること、導入に費用が掛かることから普及はしなかった。さらにコンテンツ不足、時間経過による技術・受信機の陳腐化といった問題を抱えることとなり、2000年代に入るとEPGなど最低限のサービスを残し終了した。中には事業化が見込めないと早期に判断され、開始からわずか数年で終了したサービスもある。

#### 2000年代初頭 ISDB方式によるデジタル放送開始
2000年にはISDB方式によるBSデジタル放送が開始され、データ放送もその特徴の1つとして盛んに持ち上げられた。受信機には当初モデムが搭載されていたが、その後LAN端子に変更され、インターネット経由でのデータ送受信を可能とした。テレビ、ラジオ各事業者がそれぞれデータ放送を開始した他、独立データ放送を専門に行う事業者も登場した。
データ放送は無料で提供されており受信機以外に特別な機材は必要ない。操作もリモコンのカーソルキー、決定キーの利用を主とし、4つの色ボタンと、1-10の数字ボタン（0は10のボタン）を補助的に利用する簡単なものである。
テレビチャンネルではニュースや天気予報、番組案内のほか、番組と連動させたアンケートやクイズ、ゲームなどの視聴者参加型番組が開始され、ラジオチャンネルでは音楽に沿った画像や曲目などの補完情報をテレビ画面へ表示した。この他にEPGや受信機の改善を行うプログラムもデータ放送により供給される。各局とも見聞きするだけの放送から使う、参加する放送であることを訴えた。
独立データ放送チャンネルでは主に文字と静止画による情報、ニュースやゲーム、ショッピング等のコンテンツが提供された。なお、ほとんどのチャンネルではBGMとして音楽を放送しており、番組によっては帯域の制約上低画質ながら動画も放送されるなど、境界は曖昧となっていた。
2002年にはBSデジタル放送と受信機を共用した110度CSデジタル放送プラット・ワンとスカイパーフェクTV!2（いずれも現・スカパー!）がそれぞれ開始され、有料のデータ放送チャンネルも登場した。プラット・ワンでは教育資格番組や懸賞情報、ニュース、さらに専用受信機を利用するepなど主に有料チャンネルが、スカイパーフェクTV!2ではゲームや音楽情報、CMとの連動を目的とした新サービスを提供する無料チャンネルが設けられた。
2003年には地上デジタルテレビジョン放送が開始され、BSデジタル放送と同様にニュースや天気予報、番組案内などの補完データ放送が各チャンネルにて実施されたが、アナログ放送との兼ね合いもあり活用法は限定された。

#### 2000年代中盤以降 淘汰
2000年代中盤にはデータ放送対応のデジタルテレビが普及する一方、パソコンや携帯電話がそれ以上に普及したため、視聴者参加型番組もそちらでの参加を呼びかけるようになった。
かねてから不振が続いた110度衛星放送だが、110度CSデジタル放送については、独立データ放送チャンネルは2003年から2004年にかけてテレビ放送への転換や終了が続き、20程度あったチャンネルも急減少した。
BSデジタル放送でも2004年にデータ放送事業者メディアサーブが撤退し、以降撤退する事業者が相次いだ。いずれの局も予想に反したデジタル放送普及の遅れ、普及が進んだインターネットとの競合、広告収入が得られず経営が成り立たないなどの問題点を終了の理由として挙げている。テレビチャンネルに付随して行われるデータ放送はデジタル放送の普及と共に認知されていったが、独立データ放送に関しては、コンテンツとして成立しなかった。
2009年からは、BSデジタル放送ではウェザーニュースのみが唯一単営独立データ放送を行っていた。双方向機能（LAN回線のみ可）を使用して、同chで放送されているSOLiVE24の番組と連動した電子投票機能（ソラボタン）を開始、2010年には更にSOLiVE24で実施されているチャット（ソラチャット）の閲覧や、全国各地の天気予報や気象レーダー画面などウェザーニューズWEBサイトで提供されているコンテンツをデータ放送でも見られるようにするなどしていたが（一部地域および時間帯でのサイマル放送を除く）、2016年9月30日をもってBSデータ放送を終了しネット配信のみでの放送に移行した。

### 日本で実施されたデータ放送
BSデジタル放送、110度CSデジタル放送、地上デジタル放送にて送信されるデータ放送は、終了したepを除きすべて受信機単体で利用できる。放送期間は西暦で示した。

#### 衛星データ放送
| 放送 期間  | サービス名称                                                   | 放送事業者                                                 | 受信端末                                                                                 | 主な内容                                             |
| ---------- | -------------------------------------------------------------- | ---------------------------------------------------------- | ---------------------------------------------------------------------------------------- | ---------------------------------------------------- |
| 1995- 2000 | スーパーファミコンアワー →1999年からセント・ギガ衛星データ放送 | 衛星デジタル音楽放送                                       | BS受信機+スーパーファミコン+サテラビュー+テレビ                                          | テレビゲーム、娯楽中心の文字情報など                 |
| 1998- 2000 | インタラクTV                                                   | ディレクTV                                                 | 全てのディレクTVチューナー+テレビ                                                        | 番組連動情報、天気予報、ニュース、オッズなど         |
| 1998- 2000 | ITビジョン                                                     | WOWOW                                                      | ITビジョンチューナー+テレビ、またはITビジョン対応テレビ                                  | 番組連動情報                                         |
| 1998- 2000 | スカイパーフェクPC!                                            | スカイパーフェクTV!                                        | スカイパーフェクTV!チューナー+専用ボードを接続したパソコン                               |                                                      |
| 1999-      | （名称なし）                                                   | ミュージックバード                                         | データ放送対応チューナー単体、またはチューナーにパソコンを追加                           | 文字情報による曲目紹介、パソコンに番組連動画像を表示 |
| 2000- 2009 | オッズプラス →2002年からスカイパーフェクTV!プラス              | スカイパーフェクTV!                                        | スカイパーフェクTV!チューナー+データ放送アダプタ、またはデータ放送対応チューナーとテレビ | オッズなど番組連動情報                               |
| 2002- 2004 | ep                                                             | イーピー放送                                               | 専用チューナーepステーション+テレビ                                                      | 番組連動情報、蓄積型データ番組                       |
| 2003-      | Gガイド                                                        | メガポート放送→2005年から日本ビーエス放送→2006年からBS-TBS | 受信機能を備えたテレビ、DVD/BDレコーダーなどの録画機器                                   | 情報家電を対象としたEPGの配信                        |
| 2004- 2009 | モバHO!                                                        | モバイル放送                                               | 専用端末                                                                                 | ニュース、娯楽など約50番組を提供                     |

#### アナログ地上波によるデータ放送
| 放送 期間  | サービス名称                                      | 放送事業者                         | 受信端末                                                             | 主な内容                                  |
| ---------- | ------------------------------------------------- | ---------------------------------- | -------------------------------------------------------------------- | ----------------------------------------- |
| 1996- 1998 | E-NEWS （MISTY方式）                              | フジテレビジョン                   | 専用端末                                                             | 電子新聞                                  |
| 1996- 2003 | ITビジョン                                        | テレビ東京などTXN系列              | ITビジョンチューナー+テレビ、またはITビジョン対応テレビ              | 番組連動情報、天気予報、ニュースなど      |
| 1997- 2006 | ADAMS-P データイレブン CLARK (DataWave）          | テレビ朝日などANN系列24局          | 専用ボードを接続したパソコン                                         | 番組連動情報、天気予報、ニュース、EPGなど |
| 1997- 2006 | データパレード （ビットキャスト）                 | 東京放送などJNN系列8局             | 専用ボードを接続したパソコン                                         | 番組連動情報、天気予報、ニュースなど      |
| 1997- 2012 | Gガイド                                           | 東京放送などJNN系列28局、系列外2局 | 受信機能を備えたテレビ、DVD/BDレコーダーなどの録画機器               | 情報家電を対象としたEPGの配信             |
| 1998- 2006 | フジテレビジョンビットキャスト （ビットキャスト） | フジテレビジョン                   | 専用ボードを接続したパソコン                                         | 番組連動情報、天気予報、ニュース、EPGなど |
| 1998- 2012 | ADAMS-EPG(DataWave）                              | テレビ朝日などANN系列              | 受信機能を備えたテレビ、DVD/HD DVDレコーダーなどの録画機器、パソコン | 情報家電を対象としたEPGの配信             |
| 2000- 2006 | UHBデータ放送 （ビットキャスト）                  | 北海道文化放送                     | 専用ボードを接続したパソコン                                         | 番組連動情報、天気、ニュース、EPGなど     |

### 地上デジタル放送でのデータ放送
NHK総合・NHK Eテレは、全国でデザインが同じである。
TBSテレビ系列・テレビ東京系列は全ての系列局でデザインが共通である。ただし、日本テレビ系列・フジテレビ系列・テレビ朝日系列では、キー局と同じデザインを採用している局と、独自のデザインを採用している局に分かれており統一されていない。MBSテレビは長らく2003年のキー局における地上デジタル放送開始当初のデザインを引き続き採用していたが、2025年現在では最新のJNN統一フォーマットに変更されている。
クロスネット局については福井放送は日本テレビ、テレビ大分は番組によって日本テレビかフジテレビ（テレビ大分のネットワーク内訳を参照）、テレビ宮崎はフルセグが独自デザイン、ワンセグがフジテレビをベースとし、一部改変したデザインを使用するなど、各局で対応が異なる。
独立局は局によってデザインが異なる。
放送大学はBS・地上波（2018年9月30日まで）共通の独自デザインであるが、BSでは531chのラジオ放送を選局するアイコンが追加されている。
フジテレビはめざましテレビで3時間ごとの天気を表示している。これはデータ放送を利用し、受像機もしくはチューナーに登録した居住地の郵便番号から、画面左下に該当の区市町村の3時間ごとの天気を表示するものである。なお、この表示はリモコンの赤ボタンで消去可能。同時間帯の番組には「じゃんけん」やゲーム、クイズなど、双方向番組のようなコンテンツも用意されている。ただし、いずれもデータ放送非対応の受像機・チューナーでは表示されない。
ABCテレビ・テレビ朝日系列の「プリキュアシリーズ」では、2014年度の『ハピネスチャージプリキュア!』より、テレビ画面左上の時刻表示の表示・非表示の選択（リモコンの左右ボタンで選択）、そしてリモコンの色ボタンで時計デザインの選択もできる。また、2021年の『トロピカル〜ジュ!プリキュア』と2022年の『デリシャスパーティ♡プリキュア』のエンディングでは、玩具及びデータ放送との連動によるエンディングでのエンターテインメント要素が設けられており、劇中に登場するアイテムの玩具がエンディング映像での音楽と連動して動作する仕組みが取られ、リアルタイム視聴時には連動データ放送でリモコンのボタン、またはリモコン情報を登録した玩具のボタンで操作し、ゲージを溜めることでフレームが獲得できるゲームが遊べるようになっていた。データ放送非対応の受像機・チューナー、録画視聴、ワンセグではテレビ画面左上の時刻は表示されない（高校野球期間中は裏送りによる系列局での先行ネット・ABCテレビでの臨時枠移動時共に対応。時計デザインの選択がなかったシリーズあり。また遅れネットである山陰放送では対応していない）。また、九州朝日放送では、大雨・台風などの自然災害発生時に、データ放送で災害情報を強制的に表示するため、本番組を含む番組ごとの連動データ放送を休止することがある。
『スーパーベースボール』（テレビ朝日制作の地上波関東ローカルおよび日本代表戦を中心とした全国ネット中継や、ABCテレビ制作の関西ローカル『スーパーベースボール 虎バン主義。』）では、視聴者からのX（旧Twitter）のツイートが画面下部に表示され、リモコンの青ボタンで消去・表示ができる（このため、左下の選手名のテロップが通常より上側に表示される）。サンテレビ・KBS京都のトップ・リレー中継や阪神タイガース対広島東洋カープ戦で実況を独自に差し替えの上で『カープ応援中継 勝ちグセ』として放送する場合の広島ホームテレビや、阪神タイガース対中日ドラゴンズ戦で実況を独自に差し替えの上で『スーパーベースボール』として放送する場合のメ～テレや、阪神タイガース対東北楽天ゴールデンイーグルス戦で実況を独自に差し替えの上で『KHB SUPER BASEBALL』として放送する場合の東日本放送や、阪神タイガース対福岡ソフトバンクホークス戦で実況を独自に差し替えの上で『カチタカ!』として放送する場合の九州朝日放送やでは行っていない。
読売テレビ『旬ハイウェイ』では番組開始後もしくは選局から10秒程度、リモコンのdボタンを押すことを促すメッセージが表示される（データ放送による表示）。
余談だが、NHKのデータ放送を使用すると受信機に保存されている受信契約の状態がNHKに送信されるという情報が昔から噂されているが、これは完全なるデマである。テレビのアンテナから情報を送信することはできないため、情報が送信されることはない。また、受信機やB-CASカードには受信契約に関する情報は保存されていないため、受信機をインターネットに接続すると受信契約に関する情報が送信されるという情報も真っ赤な嘘である。これはBS放送の受信契約をしていなかったりメッセージ消去の申込みをしていないときに表示されるメッセージが、受信機に保存された情報をもとに表示されている誤解から生まれたものである。

#### 災害時のデータ放送
デジタル放送の開始以降、災害時にはデータ放送で視聴者がリモコンのdボタンを押すことにより災害情報を閲覧できたが、2015年頃から一部の放送事業者でデータ放送を利用し、地域ごとに「Lアラート」により災害情報を画面に強制表示させるサービスが行われている。受像機・チューナーに登録されている郵便番号による地域（居住地）限定で災害情報（避難情報や洪水情報など。表示される情報は放送事業者により異なる）を画面表示するもの。
- 2015年から、サンテレビジョン（兵庫県）で一部の自治体[注 5]を対象に『避難情報表示の実証実験』を開始。（「避難勧告」「避難指示」「特別警報」を表示）（2018年3月終了）[8]
- 2019年から、朝日放送テレビ（近畿広域圏）で『災害情報 エリア限定 データ放送強制表示』を開始。（「避難勧告」「避難指示」「土砂災害警戒情報」「指定河川洪水情報（レベル4（氾濫警戒）以上）」を表示）[9][10]
- 2019年9月から、近畿2府4県向けのNHKで、「避難準備情報」「避難勧告」「避難指示」の表示を開始[11]

従来のテロップによる災害情報では、「放送対象地域全てのテレビに表示されるため、（特に複数の自治体から災害情報が出されたときには、それも表示されてしまい）情報が埋没してしまう」、「一度画面のテロップが消えると、そのテロップの確認ができなくなる」などの課題があった。データ放送による強制表示では「受像機・チューナーに登録された郵便番号（居住地）以外のテレビでは表示されない」、「（視聴者がリモコンのボタンを押すまで）画面に表示が継続される」（リモコンのボタンを押すことにより表示を消去）、「（データ放送による表示の場合）録画したときに記録されない」（機種により異なる場合あり。テロップによる表示は録画される）といった特徴がある。
なお、データ放送を利用したサービスであり、居住地と異なる郵便番号を受像機・チューナーに登録していたり、またデータ放送非対応の受像機・チューナーでは表示されない場合があり、災害情報を知ることができない可能性がある。

### マルチチャンネル実施時の対応
- マルチチャンネル編成を行っている放送局では以下のように対応が異なる。

メインチャンネルとサブチャンネルで同一のフォーマット
- NHK Eテレ・NHK総合・TOKYO MX・サンテレビジョン

メインチャンネルとサブチャンネルで異なるフォーマット
- BS日テレ（プロ野球巨人戦放送時のみ）

サブチャンネルではデータ放送非表示
- NHK BS（旧・NHK BS1）・BS日テレ（プロ野球巨人戦以外の番組放送時）・BS朝日・BS-TBS・BSテレ東・BSフジ・放送大学[注 6]
  - 上記チャンネルでは、サブチャンネルで「dボタン」を押した場合、BS朝日とBS-TBS及びBSフジではデータ放送の画面は表示されず（一部機種で選局時に表示の「データの取得中」も表示されない）、BS朝日とBS-TBS及びBSフジ以外のチャンネルでは、「データ放送はメインチャンネルを利用して下さい。」旨の案内が表示される。